# Lee Barnes
Lee Stratford Barnes (Salt Lake City, 16 de julho de 1906 – Oxnard, 28 de dezembro de 1970) foi um saltador e campeão olímpico norte-americano.
Aluno da Universidade do Sul da Califórnia, ele competiu pela equipe americana em Paris 1924 e conquistou a medalha de ouro no salto com vara com a marca de 3,95 m.
Barnes tem a notoriedade de ser o único dublê conhecido do comediante do cinema mudo americano Buster Keaton, durante os anos de Keaton no cinema independente. Em 1927, no filme College, Barnes dubla Keaton  fazendo um salto com vara por dentro de uma janela do andar superior de uma casa.